# 讷维 (卢瓦-谢尔省)
讷维（法語：Neuvy，法語發音：[nøvi]）是法国卢瓦-谢尔省的一个市镇，属于布卢瓦区。

## 地理
讷维（47°33'47"N, 1°36'10"E）面积31.28 平方千米，位于法国中央-卢瓦尔河谷大区卢瓦-谢尔省，该省份为法国中北部省份，北起厄尔-卢瓦省，东北接卢瓦雷省，东南接谢尔省，南至安德尔省，西南接安德尔-卢瓦尔省，西北接萨尔特省。
与讷维接壤的市镇（或旧市镇、城区）包括：博济、布拉雪、尚博尔、迪宗、图里、索洛涅地区图尔。

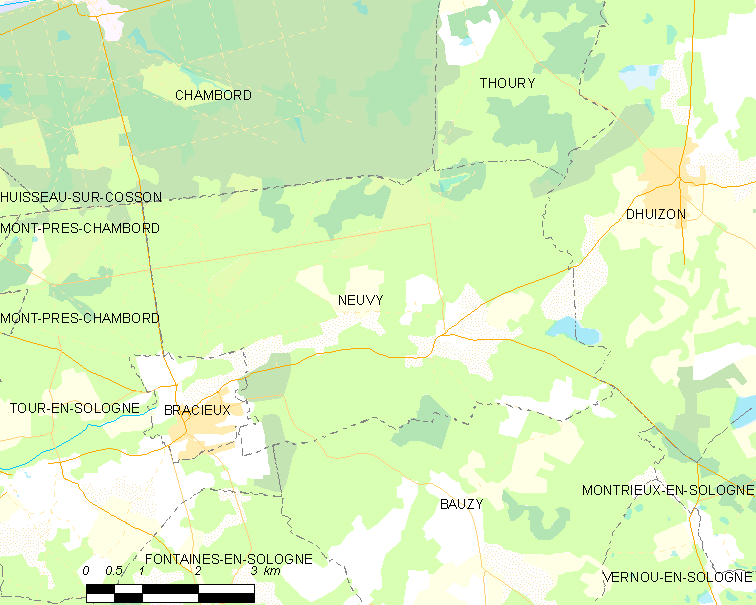
的OSM定位图

讷维的时区为UTC+01:00、UTC+02:00（夏令时）。

## 行政
讷维的邮政编码为41250，INSEE市镇编码为41160。

## 政治
讷维所属的省级选区为尚博尔县。

## 人口

1962-2008年间人口变化图示

讷维于2022年1月1日时的人口数量为316人。